# 城綾音
城 綾音（しろ あやね、2月26日 - ）は、日本の漫画家。千葉県出身。血液型O型。デビュー作は『シャルロッテ!』。
『みっしぇる』名義でも活動している。

## 略歴
集英社主催の第4回（2010年度）『金のティアラ大賞』において『シャルロッテ!』で銅賞受賞。この作品がデビュー作となり、そのまま『別冊マーガレット』で連載された。

## 作品リスト
特記している作品以外は、全て集英社、マーガレットコミックスより刊行されている。
- シャルロッテ![3][注 1]（『別冊マーガレット』2011年4月号 - 2014年8月号[注 2]、『ザ マーガレット』 - 2014年10月号 、『別冊マーガレットsister』、『別冊マーガレット』別冊ふろく[4]に掲載、全1巻）
  1. 2013年3月25日発売[5]、『別冊マーガレット』2011年4月号 - 2012年7月号、2011年11月号別冊ふろく『別マex「学園祭」』、『別冊マーガレットsister』2011年5月増刊号、9月増刊号、11月増刊号、2012年1月増刊号、4月増刊号、『ザ マーガレット』2011年10月号、12月号、2012年2月号、4月号、6月号、ISBN 978-4-08-845017-9
- めいかのメカニズム[6]（2017年 - 2019年、竹書房、BANBOO COMICS WIN Selection、全2巻）
  1. 2018年7月6日発売[7][8]、『まんがライフWIN』2017年5月15日配信[9][10] - 2018年4月15日配信、『まんがライフ』2018年1月号[11]、ISBN 978-4-8019-6317-7
  2. 2019年7月5日発売[12]、『まんがくらぶ』2018年8月号[13]、『まんがライフWIN』2018年5月配信 - 2019年4月配信、ISBN 978-4-8019-6672-7
    - 描き下ろしおまけマンガ[注 3]
- 誰か夢だと言ってくれ（『マンガMee』2021年3月30日配信[14] - 連載中、『別冊マーガレット』2022年9月号、『ザ マーガレット』2023年冬号、マーガレットコミックスDIGITAL（電子版）、集英社ガールズコミックス（紙版）みっしぇる名義。既刊10巻（紙版、既刊10巻））
  1. 2021年9月25日発売[15]（2022年3月25日発売（紙版）[16][17]、『マンガMee』2021年3月30日配信分[14] - 4月13日配信分、ISBN 978-4-08-855192-0）
  2. 2021年11月25日発売[18]（2022年3月25日発売（紙版）[19][17]、『マンガMee』2021年4月20日配信分 - 6月29日配信分、7月6日配信分、7月13日配信分、ISBN 978-4-08-855193-7）
  3. 2022年1月25日発売[20]（2022年6月23日発売（紙版）[21]、『マンガMee』2021年7月20日配信分 - 10月12日配信分、ISBN 978-4-08-855195-1）
    - 誰か夢だと言ってくれ 番外編（『マンガMee』2021年8月3日配信分、9月28日配信分、10月19日配信分、紙版）

  4. 2022年4月25日発売[22]（2022年9月22日発売（紙版）[23]、『マンガMee』2021年10月26日配信分 - 2022年2月22日配信分、ISBN 978-4-08-855201-9）
    - 誰か夢だと言ってくれ 番外編（『マンガMee』2022年1月25日配信分、紙版）
    - 誰か夢だと言ってくれ かきおろし[注 3]（描きおろし、紙版）

  5. 2022年8月25日発売[24]（2022年12月23日発売（紙版）[25]、『マンガMee』2022年3月15日配信分 - 6月14日配信分、ISBN 978-4-08-855202-6）
    - 誰か夢だと言ってくれ 番外編（『マンガMee』2021年11月9日配信分、11月16日配信分、12月7日配信分、12月28日配信分、2022年3月8日配信分、4月5日配信分、4月12日配信分、4月19日配信分、5月31日配信分、紙版）
    - 誰か夢だと言ってくれ かきおろし（描きおろし、紙版）

  6. 2022年11月25日発売[26]（2023年3月24日発売（紙版）[27]、ISBN 978-4-08-855206-4）
  7. 2023年6月23日発売[28]（同日発売（紙版）[29]、ISBN 978-4-08-855207-1）
  8. 2023年10月25日発売[30]（同日発売（紙版）[31]、ISBN 978-4-08-855215-6）
  9. 2024年2月22日発売[32]（同日発売（紙版）[33]、ISBN 978-4-08-855216-3）
    - 小冊子付き特装版（同日発売[34]、ISBN 978-4-08-855224-8）

  10. 2024年6月25日発売[35]（同日発売（紙版）[36]、ISBN 978-4-08-855225-5）
    - 小冊子付き特装版（同日発売[37]、ISBN 978-4-08-855226-2）

### 単行本未収録作品
- かみさまマンション（『別冊マーガレットsister』、『bianca（ビアンカ）』[38][39][40]、『別冊マーガレット』別冊ふろく、『マーガレットchannel』等に掲載）
- 社長秘書は女子高生!?（『ザ マーガレット』2014年12月号）
- オタクの大田さん（『別冊マーガレット』2015年1月号別冊ふろく『moi!』11号 - 2月号別冊ふろく『moi!』12号）
- 宿敵ライフ!（『別冊マーガレットsister』2015年12月増刊号 秋フェス03）
- 愛が重い!（『別冊マーガレット』2016年1月号）
- 北風と太陽（『ザ マーガレット』2016年2月号）
- 重井さんの愛が重い![41]（『別冊マーガレットsister』2016年6月増刊号 春フェスVOL.2、『別冊マーガレット』2016年10月号、『別冊マーガレット WEBコミック』2016年5月13日配信 - 2020年3月25日配信[42]）
- ダサ彼!![43]（『別冊マーガレット』2017年10月号[44] - 11月号、2018年1月号 - 2020年10月号[45]）